# Saurmag I. od Iberije
Saurmag I. od Iberije (gru. საურმაგი), kralj Kartlije, drevnog gruzijskog kraljevstva poznatog kao Iberija. Drugi je kralj po redu koje navode gruzijske srednjovjekovne kronike. Vladavina mu se obično datira u razdoblju između 234. pr. Kr. i 159. pr. Kr. Navodi se kako je neko vrijeme morao bježati kod susjednih Dzurduka, odakle se vratio, ponovno preuzeo vlast i ustanovio novo gruzijsko plemstvo. Umro je bez muških nasljednika, te je prijestolje preuzeo njegov zet Mirijan I.